# Homohadena tenuistriga
Homohadena tenuistriga là một loài bướm đêm trong họ Noctuidae.